# Peniki
 (juin 2025).
La mise en forme du texte ne suit pas les recommandations de Wikipédia : il faut le « wikifier ».
Les points d'amélioration suivants sont les cas les plus fréquents :
- Les titres sont pré-formatés par le logiciel. Ils ne sont ni en capitales, ni en gras.
- Le texte ne doit pas être écrit en capitales (les noms de famille non plus), ni en gras, ni en italique, ni en « petit »…
- Le gras n'est utilisé que pour surligner le titre de l'article dans l'introduction, une seule fois.
- L'italique est rarement utilisé : mots en langue étrangère, titres d'œuvres, noms de bateaux, etc.
- Les citations ne sont pas en italique mais en corps de texte normal. Elles sont entourées par des guillemets français : « et ».
- Les listes à puces sont à éviter, des paragraphes rédigés étant largement préférés. Les tableaux sont à réserver à la présentation de données structurées (résultats, etc.).
- Les appels de note de bas de page (petits chiffres en exposant, introduits par l'outil «  Source ») sont à placer entre la fin de phrase et le point final[comme ça].
- Les liens internes (vers d'autres articles de Wikipédia) sont à choisir avec parcimonie. Créez des liens vers des articles approfondissant le sujet. Les termes génériques sans rapport avec le sujet sont à éviter, ainsi que les répétitions de liens vers un même terme.
- Les liens externes sont à placer uniquement dans une section « Liens externes », à la fin de l'article. Ces liens sont à choisir avec parcimonie suivant les règles définies. Si un lien sert de source à l'article, son insertion dans le texte est à faire par les notes de bas de page.
- La présentation des références doit suivre les conventions bibliographiques. Il est recommandé d'utiliser les modèles {{Ouvrage}}, {{Chapitre}}, {{Article}}, {{Lien web}} et/ou {{Bibliographie}}. Le mode d'édition visuel peut mettre en forme automatiquement les références.
- Insérer une infobox (cadre d'informations à droite) n'est pas obligatoire pour parachever la mise en page.

Pour une aide détaillée, merci de consulter Aide:Wikification.
Si vous pensez que ces points ont été résolus, vous pouvez retirer ce bandeau et améliorer la mise en forme d'un autre article.
Peniki (en russe : Пе́ники, API: [ˈpʲenʲɪkʲɪ]; en finnois : Penikkala) est un village en Russie, du raïon de Lomonossov, dans l'oblast de Léningrad. Pour mettre fin à la guerre russo-suédoise de 1613-1617, la Russie conclut le traité de paix de Stolbovo en 1617 et fut contrainte de céder une partie des terres de Novgorod aux Suédois. Ainsi, le territoire du district Lomonosovsky de la région de Léningrad (y compris le territoire de Peniki moderne) était la propriété de la Suède (dans le cadre de la région historique de l'Ingrie) dans la période 1617-1721 Le village de Peniki est mentionné dans le conte de la IVe révision de 1782. Le village de Peniki est indiqué sur la carte semitopographique du cercle de Saint-Pétersbourg et de l'isthme de Carélie de 1810. Sur la « Carte topographique des environs de Saint-Pétersbourg » du Dépôt topographique militaire de l'état-major général de 1817, le village de Peniki de 16 cours est mentionné. Le village de Peniki, composé de 16 cours, est également mentionné sur la « Carte topographique des environs de Saint-Pétersbourg » de F. F. Schubert en 1831 Le village appartient au souverain Grand-Duc Mikhaïl Pavlovitch, le nombre d'habitants selon l'audit : 44 m. p., 48 f. n° (1838) Dans le texte explicatif de la carte ethnographique de la province de Saint-Pétersbourg de P. I. Köppen en 1849, il est enregistré comme le village de Penikkala (Penniki, Peniki) et le nombre de ses habitants en 1848 est indiqué : Ingrians-Eurämöyset - 11 m. p. , 15 f. n., Ingrian Savakots - 16 m.p., 17 f. p., Izhora - 32 m.p., 33 f. p., 124 personnes au total. Les Izhoriens appartenaient à la paroisse orthodoxe d'Oranienbaum, les Ingriens appartenaient à la paroisse luthérienne de Türö village de l'administration du palais d'Oranienbaum, le long d'une route de campagne, nombre de ménages - 17, nombre d'âmes - 67 m. (1856). En 1860, le village de Penniki comptait 25 ménages un village du département du palais d'Oranienbaum près des puits, sur le côté gauche de la route de campagne du bord de mer, à 15 verstes de Peterhof, nombre de ménages - 25, nombre d'habitants : 71 m.p., 72 zh. P. ; École rurale (1862). Sur la carte de 1863, le village est marqué comme penniki, et sur la carte de 1925, le nom peniki est déjà utilisé. Mentionnée parmi les paroisses de l'église Bolshoyizhora Saint-Nicolas en 1884. En 1885, selon une carte des environs de Saint-Pétersbourg, le village comptait 26 ménages paysans. La collection du Comité central de statistique le décrit ainsi est un ancien village apanage, comptant 29 cours et 155 habitants ; gouvernement du volost (15 verstes jusqu'au chef-lieu du district), magasin. En 1 verste il y a deux églises orthodoxes et une église catholique. A 2 verstes se trouve une église orthodoxe et la caserne hospitalière du département naval. Il y a une briqueterie à 9 verstes (1885). Au 19ème siècle, le village appartenait administrativement au volost d'Oranienbaum du 2ème camp du district de Peterhof de la province de Saint-Pétersbourg, au début du 20ème siècle - au 3ème camp. En 1913, le nombre de ménages s'élevait à 35. De 1917 à 1922, le village faisait partie du conseil du village de Penikovsky du volost d'Oranienbaum du district de Peterhof.En 2007, dans le village de Peniki, coentreprise Penikovsky, il y avait 1 335 personnes. Le village est situé dans la partie nord du district sur l'autoroute 41K-625 (Bolshaya Izhora - Peniki), à l'intersection avec l'autoroute 41K-245 (Soikino - Malaya Izhora). La distance jusqu'au centre du district est de 9 km. La gare la plus proche, Bronka, est à 2 km. Le village est situé près de la rive sud du golfe de Finlande, à l'ouest de la ville de Lomonosov et à l'est du village de Bolshaya Izhora. Voir aussi : Climat de Saint-Pétersbourg. Le climat de Peniki est tempéré, selon la classification climatique de Köppen - Dfb - modérément froid (continental). Il y a en moyenne 75 jours de soleil par an, tout comme dans la ville voisine de Saint-Pétersbourg. La température moyenne de l'air est de 4,5 ℃ et les précipitations annuelles moyennes sont de 669 mm.